# Landkreis Stade
Landkreis Stade er en landkreis i den nordlige del af den tyske delstat Niedersachsen. Den hører til Metropolregion Hamburg og grænser mod vest til floden Oste og Landkreis Cuxhaven, mod øst til byen Hamburg, i sydøst grænser den til Landkreis Harburg og i sydvest til Landkreis Rotenburg (Wümme). Mod nord og nordøst danner Elben en naturlig grænse, og på den andens side af floden ligger kreisene Steinburg og Pinneberg i delstaten Slesvig-Holsten.

## Geografi
Til Landkreis Stade hører landskaberne Altes Land, Kehdingen og Stader Geest. Gennem landkreisen løber flere mindre floder f.eks. Schwinge, die Este og Lühe.

## Historie
Landkreis Stade blev oprettet i 1932 af de tidligere selvstændige kreise Jork, Kehdingen og Stade. 

## Byer og kommuner
Landkreisen havde 203102  indbyggere pr.  2018-12-31

| Byer - 1. Buxtehude, by og kommune (40150) 1. Drochtersen (11184) 2. Jork (12183) 3. Stade, administrationsby, Hansestad (47533) Samtgemeinden (kommunefællesskaber) med deres medlemskommuner. Forvaltningsby: * - 1. Samtgemeinde Apensen (9411) 1. Apensen * (4284) 2. Beckdorf (2678) 3. Sauensiek (2449) - 2. Samtgemeinde Fredenbeck (12645) 1. Deinste (2014) 2. Fredenbeck * (5989) 3. Kutenholz (4642) - 3. Samtgemeinde Harsefeld, selbständige Gemeinde (21659) 1. Ahlerstedt (5367) 2. Bargstedt (2030) 3. Brest (773) 4. Harsefeld, Flecken * (13489) | - 4. Samtgemeinde Horneburg (12775) 1. Agathenburg (1236) 2. Bliedersdorf (1725) 3. Dollern (2118) 4. Horneburg, Flecken * (6161) 5. Nottensdorf (1535) - 5. Samtgemeinde Lühe (10012) 1. Grünendeich (1869) 2. Guderhandviertel (1113) 3. Hollern-Twielenfleth (3373) 4. Mittelnkirchen (1124) 5. Neuenkirchen (797) 6. Steinkirchen * (1736) - 6. Samtgemeinde Nordkehdingen (7319) 1. Balje (959) 2. Freiburg/Elbe, Flecken * (1881) 3. Krummendeich (474) 4. Oederquart (1029) 5. Wischhafen (2976) - 7. Samtgemeinde Oldendorf-Himmelpforten (18231) 1. Burweg (1007) 2. Düdenbüttel (1033) 3. Engelschoff (750) 4. Estorf (1405) 5. Großenwörden (455) 6. Hammah (3081) 7. Heinbockel (1389) 8. Himmelpforten * (5374) 9. Kranenburg (721) 10. Oldendorf (3016) |